# Enicospilus kanshirensis
Enicospilus kanshirensis là một loài tò vò trong họ Ichneumonidae.